# Fahriye Evcen
Fahriye Evcen (ur. 4 czerwca 1986) – turecko-niemiecka aktorka, znana z ról w serialach Yaprak Dökümü i Çalıkuşu.

## Życiorys
W młodym wieku, gdy była na wakacjach w Turcji, wzięła udział w programie Oya Aydogan, który przedstawił Fahriye producentowi Ibrahimowi Mertoglu. Podczas studiowania socjologii na Uniwersytecie Düsseldorf Heinrich-Heine, otrzymała ofertę zagrania w telewizji, przez co przeprowadziła się do Stambułu. Jej debiut telewizyjny miał miejsce w 2005 roku, gdy zagrała w serialu Asla Unutma. Natomiast pierwszy raz zagrała w filmie Cennet w 2008 roku. Studiowała historię na Uniwersytecie Boğaziçi. Zagrała w wielu produkcjach takich jak Çalıkuşu i Imperium miłości.
29 czerwca 2017 roku wyszła za tureckiego aktora Buraka Özçivit. Ich syn Karan urodził się 13 kwietnia 2019. W 2017 roku ogłoszono ją jedną z najpiękniejszych kobiet świata według Buzznet.

## Filmografia
| Rok  | Tytuł                 | Rola                 |
| ---- | --------------------- | -------------------- |
| 2008 | Cennet                | dziewczyna           |
| 2008 | Aşk Tutulması         | Pınar                |
| 2010 | Takiye: Allah yolunda | Sevde                |
| 2010 | Signora Enrica        | młoda Signora Enrica |
| 2012 | Evim Sensin           | Leyla                |
| 2015 | Aşk Sana Benzer       | Deniz                |
| 2017 | Sonsuz Aşk            | Zeynep               |

| Rok       | Tytuł            | Rola           |
| --------- | ---------------- | -------------- |
| 2005      | Asla Unutma      | Pınar          |
| 2006      | Hasret           | Songül         |
| 2006–2010 | Yaprak Dökümü    | Necla Tekin    |
| 2011      | Yalancı Bahar    | Zeynep         |
| 2012      | Veda             | Mehpare        |
| 2013–2014 | Çalıkuşu         | Feride         |
| 2014      | Imperium miłości | Mürvet (Murka) |
| 2017      | Ölene Kadar      | Selvi          |